# Orsato Giustiniani
Orsato Giustiniani, beneški admiral, * ?, † 1464.